# JAC Sunray
JAC Sunray або JAC HFC5049 — мікроавтобус китайської компанії JAC, що випускається з 2011 року і зовні дуже нагадує Mercedes-Benz Sprinter попередньої генерації.

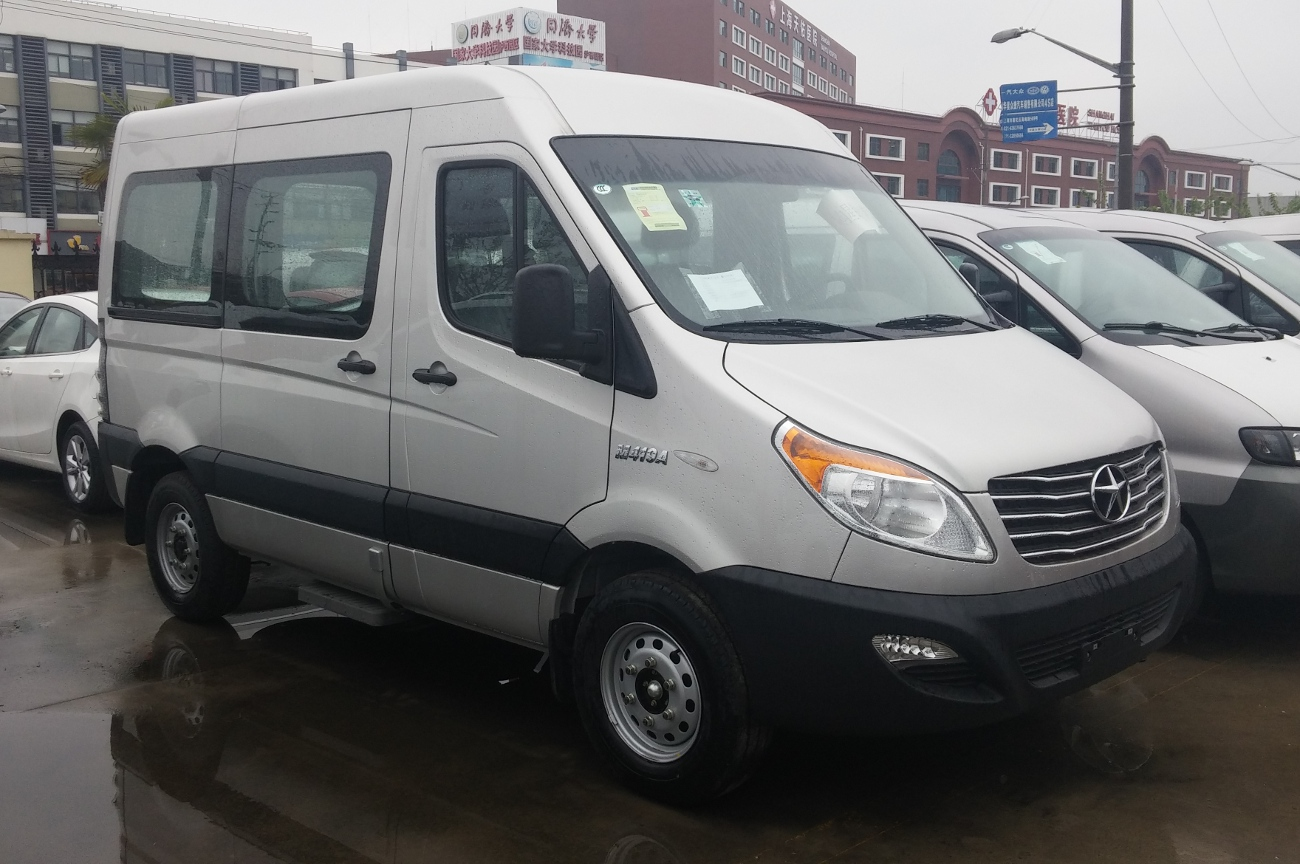
JAC Sunray SWB

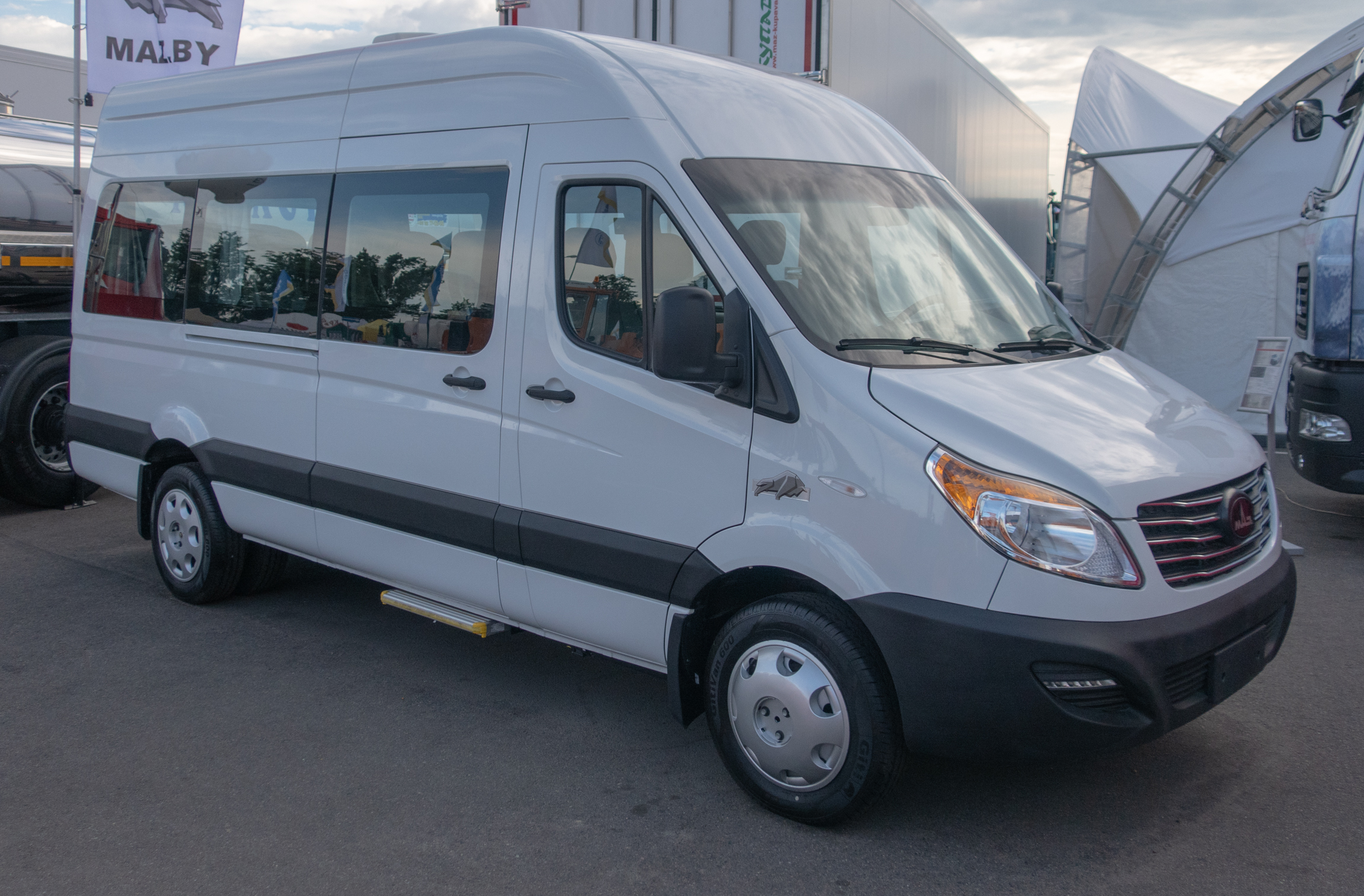
МАЗ-281

JAC HFC5049 оснащується 2,8-літровим турбодизелем (китайським ліцензійним Cummins) стандарту Євро-5 і потужністю 147 к.с. (360 Нм). Коробка передач — механічна, 6-ступінчаста. Максимальна швидкість — 130 км/год.
Є навіть повністю електричний фургон JAC Sanray EV.
4 липня 2018 року уряд КНР безоплатно передав 50 автомобілів швидкої допомоги з відповідним обладнанням в рамках угоди між урядом України та урядом КНР.
Базовою для фургона Санрей є комплектація, що включає центральний замок з дистанційним управлінням, електропривод дзеркал заднього виду, кондиціонер, аудіосистему з радіо і CD-плеєром, роздільник між вантажної і пасажирської зонами. Крім того, можна отримати системи ABS + EBD, подушку безпеки водія, круїз-контроль, а також мультимедійну систему з навігацією.

### МАЗ-281 і МАЗ-3650
Китайська модель JAC Sunray, складання якої освоїли в Бресті на ВАТ «Брестмаш» у вигляді мікроавтобус називається МАЗ-281, а вантажний фургон — МАЗ-3650. Автомобілі комплектуються двигуном 2,7 л JAC HFC4DE1-1D 153 к.с., 355 Нм.

## Двигуни
- 2,0 л дизель
- 2,8 л дизель Cummins 88 к.с., 280 Нм
- 2,8 л турбодизель Cummins 120 к.с., 250 Нм
- 2,8 л турбодизель Cummins 147 к.с., 360 Нм
- 2,7 л турбодизель JAC HFC4DE1-1D 153 к.с., 355 Нм
- 1,9 л турбодизель D19TDIE11 139 к.с., 285 Нм